# Ramos (Rio de Janeiro)
Ramos è un quartiere (bairro) della Zona Nord della città di Rio de Janeiro in Brasile.

## Amministrazione
Ramos fu istituito come bairro a sé stante il 23 luglio 1981 come parte della omonima Regione Amministrativa X del municipio di Rio de Janeiro.